# Ріта Комізі
Ріта Комізі (італ. Rita Comisi, 16 серпня 1985) — італійська співачка, фіналістка телевізійного конкурсу «Amici di Maria De Filippi»(італ.)  (№ 5, 2005—2006 рр).
Ріта Комізі народилася 16 серпня 1985 року в Ітамаражу, Бразилія. У 2005—2006 роках брала участь в конкурсі «Amici di Maria De Filippi» і увійшла до числа переможців в категорії «спів».
Виконує пісні італійською та англійською мовами. В її репертуар входять пісні:
- Adagio (на музику Адажіо соль мінор Томазо Альбіноні);
- Memory(Memory (song)[en]) (Ендрю Ллойд-Веббера);
- People(People (song)[en]);
- Don't Let Me Be Misunderstood;

та інші.
У 2006 році, спільно з ірландським співаком Ронаном Китінгом(Ronan Keating) записала пісню «All Over Again»(All Over Again), яка була видана як сингл (29-а позиція в чарте італійських синглів) і увійшла до складу італійського видання альбому Ронана Китінга «Bring You Home»(Bring You Home).

## Дискографія
- All Over Again, італійське видання (2006, спільно з Ронаном Китінгом).